# Episodi di Dexter (sesta stagione)
La sesta stagione della serie televisiva Dexter è stata trasmessa in prima visione negli Stati Uniti d'America da Showtime dal 2 ottobre al 18 dicembre 2011.
In Italia la sesta stagione è stata trasmessa in prima visione dal canale satellitare Fox Crime dal 26 gennaio al 12 aprile 2012.
In chiaro è stata trasmessa dal 2 febbraio al 9 marzo 2014 su Rai 4.
Gli antagonisti principali della stagione sono Travis Marshall e James Gellar.
| nº | Titolo originale               | Titolo italiano                     | Prima TV USA     | Prima TV Italia  |
| -- | ------------------------------ | ----------------------------------- | ---------------- | ---------------- |
| 1  | Those Kinds of Things          | Fede                                | 2 ottobre 2011   | 26 gennaio 2012  |
| 2  | Once Upon a Time...            | C'era una volta                     | 9 ottobre 2011   | 2 febbraio 2012  |
| 3  | Smokey and the Bandit          | La fatina dei denti                 | 16 ottobre 2011  | 9 febbraio 2012  |
| 4  | A Horse of a Different Color   | I quattro cavalieri dell'apocalisse | 23 ottobre 2011  | 16 febbraio 2012 |
| 5  | The Angel of Death             | L'angelo della morte                | 30 ottobre 2011  | 23 febbraio 2012 |
| 6  | Just Let Go                    | Il messaggio                        | 6 novembre 2011  | 1º marzo 2012    |
| 7  | Nebraska                       | Nebraska                            | 13 novembre 2011 | 8 marzo 2012     |
| 8  | Sin of Omission                | Peccato di omissione                | 20 novembre 2011 | 15 marzo 2012    |
| 9  | Get Gellar                     | Le sette coppe dell'ira             | 27 novembre 2011 | 22 marzo 2012    |
| 10 | Ricochet Rabbit                | L'assenzio                          | 4 dicembre 2011  | 29 marzo 2012    |
| 11 | Talk to the Hand               | Il lago di fuoco                    | 11 dicembre 2011 | 5 aprile 2012    |
| 12 | This Is the Way the World Ends | La fine del mondo                   | 18 dicembre 2011 | 12 aprile 2012   |

## Fede
- Titolo originale: Those Kinds of Things

Dexter Morgan con Joe sul suo tavolo

- Diretto da: John Dahl
- Scritto da: Scott Buck

### Trama
Dexter torna alla sua routine e quando è a caccia delle sue vittime lascia il figlio Harrison alla nuova babysitter Jamie, sorella di Batista che si è appena trasferito accanto al suo appartamento. La ragazza interpreta le lunghe sparizioni di Dexter come valvole di sfogo alla morte della moglie. LaGuerta viene promossa a capitano, e suggerisce l'ex-marito Angel Batista come suo sostituto, ma il capitano Matthews non ne sembra convinto. Dexter è indeciso se iscrivere il figlio in una scuola materna cattolica in quanto non è credente e non sa che tipo di valori trasmettere al figlio. Alla fine su consiglio di Debra e dei suoi amici cambierà idea. Nel frattempo va alla rimpatriata dei suoi compagni di liceo solo per individuarne uno, Joe Walker, autore dell'omicidio della moglie inscenato a suicidio. Intanto due fanatici religiosi, James Gellar e il suo aiutante Trevis Marshall, sono in giro per Miami e stanno per iniziare un "rituale" che prevede omicidi di persone innocenti. Sulla scena del crimine viene trovato un intestino sventrato e solo in un secondo momento viene trovato il corpo della vittima che riporta al petto una ricucitura formante le lettere alfa e omega e che al suo interno ci sono 7 piccoli serpenti vivi. Gli agenti pensano sia opera di una confraternita. Mentre Quinn cerca di chiedere a Debra di sposarlo, vengono coinvolti in una sparatoria.
- Guest star: Geoff Pierson (Thomas Matthews), Aimee Garcia (Jamie Batista), John Brotherthon (Joe Walker), Kristen Miller (Trisha Billings), Brea Grant (Ryan Chambers), Michael Hyatt (direttrice scuola), Colin Hanks (Trevis Marshall), Edward James Olmos (James Gellar)
- Ascolti USA: telespettatori 2 188 000[3]

## C'era una volta
- Titolo originale: Once Upon a Time...
- Diretto da: S.J. Clarkson
- Scritto da: Tim Schlattmann

### Trama
Quinn riesce finalmente a chiedere a Debra di sposarlo, ma la ragazza non reagisce bene e si sfoga col fratello. Intanto Dexter individua la sua prossima vittima: Fratello Sam, un pregiudicato diventato prete. Dexter però non si fida perché sa purtroppo che le vecchie abitudini sono dure da dimenticare perciò decide di vedere se realmente l'uomo si è pentito oppure se è rimasto il criminale di un tempo. Il video dell'arresto del delinquente da parte di Debra dopo la sparatoria in un locale diventa cliccatissimo in rete, così che le viene chiesto da Matthews di diventare il nuovo tenente della omicidi di Miami perché né ha abbastanza della prepotenza di Maria e anche perché stimava moltissimo Harry di cui era grande amico e poiché Harry non ha potuto raggiungere la posizione di tenente desidera che sia Debra a ricoprire tale posizione poiché sé l'è ampiamente guadagnata, ma lei è indecisa se accettare poiché il posto spetterebbe, per anzianità ed esperienza, a Batista. Masuka assume una nuova stagista molto sexy, Ryan Chambers, ma Batista gli vieta di provarci con lei in quanto potrebbero esserci gravi conseguenze. Nel frattempo Dexter, indagando sulla sua prossima preda, capisce che Fratello Sam è realmente cambiato e fa di tutto affinché le persone con cui lavora non ricadano nelle loro abitudini criminali e tra i due si instaura un'amicizia. Inoltre viene a sapere che l'officina di Sam è minacciata da un malavitoso messicano che diventa la prossima vittima di Dexter. Debra rifiuta la richiesta di matrimonio di Quinn perché non è pronta a fare il grande passo e lui decide di troncare la loro relazione. Inoltre, con grande sorpresa di tutti, viene nominata tenente con l'approvazione del sergente Batista che accetta a suo discapito la promozione. I due assassini religiosi catturano un uomo, Nathan Robers, mentre faceva jogging nel parco. Dexter uccide il malavitoso che minacciava la tranquillità di Fratello Sam e decide di tenere segreta la sua vita da serial killer vigilante al figlio affinché rimanga innocente e non finisca come lui.
- Guest star: Geoff Pierson (Thomas Matthews), Aimee Garcia (Jamie Batista), Molly Parker (Lisa Marshall), David Monahan (Nathan Robers), Brea Grant (Ryan Chambers)
- Ascolti USA: telespettatori 1 714 000[4]

## La fatina dei denti
- Titolo originale: Smokey and the Bandit
- Diretto da: Stefan Schwartz
- Scritto da: Manny Coto

### Trama
Sulla scena del crimine viene trovata una prostituta senza un incisivo. Dexter, indagando, risale a Walter Kenney, un serial killer che negli anni '80 aveva commesso numerosi omicidi in Oregon lasciando le proprie vittime prive di un dente. L'omicida, oramai anziano, si trova ora a Miami; Dexter lo trova e scopre che nel suo garage il killer possiede una collezione di "trofei" simile alla sua: nasconde infatti una scatola contenente i denti estratti dalle sue vittime. Dopo aver rischiato di essere assassinato da lui, lo uccide soffocandolo e riportandolo a casa sua; getta in mare solo i "trofei" della sua vittima. Dopo 3 giorni dalla loro rottura, Quinn se la spassa con altre donne. Intanto Debra, diventata tenente, affronta i primi problemi legati al suo nuovo ruolo, tra cui la scelta di un nuovo detective per la squadra omicidi; dopo che LaGuerta gliene consiglia uno, Debra sceglie quello che secondo lei ha più esperienza e casi risolti, anche se la sua superiore non è d'accordo. Una volta giunto in centrale, il nuovo partner di Debra, Mike Anderson, è meravigliato nel trovarsi davanti una tenente così giovane. La stagista Ryan approfitta dell'ingenuità di Masuka per rubare una delle prove del caso del killer del camion frigo. I due fanatici religiosi cercano di costringere l'uomo che tengono in ostaggio a pentirsi dei suoi peccati e dopo alcuni giorni di prigionia attuano nuovamente il loro rituale. In città si vedono correre quattro cavalli, recanti sulla testa il simbolo Alfa e Omega, sui quali sono riposti dei manichini che hanno parti di un corpo mutilato.
- Guest star: Aimee Garcia (Jamie Batista), Ronny Cox (Walter Kenney), Billy Brown (Mike Anderson), David Monahan (Nathan Robers), Brea Grant (Ryan Chambers)
- Ascolti USA: telespettatori 1 502 000[5]

## I quattro cavalieri dell'apocalisse
- Titolo originale: A Horse of a Different Color
- Diretto da: John Dahl
- Scritto da: Lauren Gussis

### Trama
Su una scena del crimine vengono trovati quattro cavalli trainanti pezzi di un corpo mutilato. Il nuovo detective Mike Anderson fa notare che ricordano i quattro cavalli dell'Apocalisse e che quindi il killer sta mostrando una scena raccontata nel libro dell'Apocalisse. Sulle teste dei cavalli c'è lo stesso simbolo trovato sullo stomaco della vittima in cui erano stati trovati i serpenti. Dexter esamina il corpo e trova un fogliettino di carta con scritto “1242”. A questo punto pensa di esaminare meglio anche il corpo dell'uomo con i serpenti nello stomaco nella speranza di trovarne un altro e infatti vi trova il numero “1237”. Durante una riunione, Anderson spiega che secondo lui entrambi gli omicidi somigliano ad alcune scene dell'Apocalisse contenute nella Bibbia. Inoltre gli omicidi avvengono a cinque giorni di distanza l'uno dall'altro e quindi la differenza tra i numeri 1242 e 1237 sono giorni che rappresentano il conto alla rovescia alla fine del mondo. Inoltre Masuka interviene per rivelare agli agenti che il corpo è stato fatto a pezzi da un oggetto di ferro, probabilmente una spada antica. Siccome non hanno abbastanza informazioni, decidono di rivolgersi a esperti, mentre Dexter si rivolge a Fratello Sam. Debra fa la sua prima conferenza stampa seguendo il consiglio di LaGuerta, ovvero di essere sé stessa. La ragazza dunque dice ai giornalisti, col suo solito linguaggio scabroso, che odia la politica e le interessa solo di trovare il killer. A seguito di questa dichiarazione Matthews inaspettatamente le fa i complimenti. Intanto Dexter nota di quanta meticolosità richieda la complessa scena del crimine inscenata per ogni vittima e arriva a pensare che l'autore degli omicidi sia più di uno. Masuka scopre che la sua tirocinante ha rubato la mano dalle prove del killer del camion del frigo e l'ha messa in vendita online, così decide di licenziarla. Dexter viene a sapere che Harrison è in ospedale per essere operato di appendicite. Fratello Sam va in ospedale per supportare Dexter. Sam gli racconta che suo padre ha ucciso un uomo davanti a lui; poi gli dice che quando lui ha cercato di uccidere un uomo mentre era nella cappella della prigione, si è fermato appena in tempo perché ha visto una luce. Dexter inizia a pregare sperando che Dio faccia star bene Harrison e in cambio lui farà qualsiasi cosa. Harrison si riprende. Quinn e Batista scoprono che il Professor James Gellar, conosciuto come esperto dell'Apocalisse, è stato licenziato dall'università del Tallahassee per aver rubato un'antica spada, che si pensava appartenesse a John the Revelator, l'autore dell'Apocalisse. Gli agenti pensano che la spada rubata sia la stessa arma con la quale siano stati uccise le vittime. Inoltre scoprono che Gellar è “scomparso” da tre anni e nel suo sito web c'è la foto di lui con Travis. Nel frattempo Gellar sorprende Travis andare a letto con una ragazza e cattura quest'ultima con l'obiettivo di ucciderla. Più tardi la squadra Omicidi è sulla scena del crimine: una serie di pesci si trovano accerchiati sul solito simbolo Alfa-Omega. Dexter nota delle tracce di sangue che portano all'interno di una serra dove trovano una ragazza ancora in vita, appesa con una corda. Quando i poliziotti si avvicinano per aiutarla, inciampano in un filo che tira giù il corpo della donna e la sgozza aprendo un paio di ali finte, mostrando così un angelo insanguinato. All'improvviso sentono uno strano rumore proveniente dall'armadietto della serra e da dove esce uno sciame di locuste che volano ovunque. Nel caos Dexter nota un ragazzo, Travis, che da lontano osserva indifferente quello che sta succedendo e incomincia a sospettare un suo coinvolgimento.
- Guest star: Geoff Pierson (Thomas Matthews), Aimee Garcia (Jamie Batista), Billy Brown (Mike Anderson), Brea Grant (Ryan Chambers), Jamie Silberhartz (Erin), Germaine De Leon (Nick)
- Ascolti USA: telespettatori 1 888 000[6]

## L'angelo della morte
- Titolo originale: The Angel of Death
- Diretto da: S.J. Clarkson
- Scritto da: Scott Reynolds

### Trama
Dexter sta analizzando le finte ali dell'ultima vittima e su di esse trova una colla che viene usata nel restauro di antichi manoscritti. Durante la riunione, Anderson ipotizza che le scene del crimine si rifanno ai capitoli 8-10 dell'Apocalisse. Nell'esofago della donna viene trovato il numero 1244. Louis Green, il nuovo tirocinante di Masuka, afferma che il 1260 è il numero più comunemente citato nell'Apocalisse. Dexter comincia a indagare su Travis e scopre che è un restauratore d'arte in un museo locale. Si intrufola in casa sua e trova una Bibbia con delle pagine a cui mancano i numeri dei 1237, 1242, e 1244. Intanto Travis e Gellar sono alla ricerca della prossima vittima, la “meretrice di Babilonia”. Così Gellar colpisce con la macchina una coppia così da poter rapire la donna. Nel frattempo Fratello Sam si presenta a casa di Dexter per sapere come sta il piccolo Harrison. Dopo aver messo a dormire suo figlio, Dexter e Sam bevono una birra e Dexter gli racconta di aver assistito all'omicidio di sua madre e che questa è la causa dell'oscurità che porta dentro. Sam gli dice che l'amore della mamma è la luce che invece ha dentro che poi lui stesso passa a Harrison. Quinn e Batista vanno all'università del Tallahassee per interrogare l'ultima assistente di Gellar, la professoressa Clarissa Porter. Quinn ne approfitta per chiederle di uscire e trascorreranno la notte insieme. La mattina dopo, Batista si presenta a casa della professoressa perché sa di trovarci Quinn. E proprio qui trova un vecchio quaderno con schizzi di Gellar in cui ci sono disegnati sette serpenti che escono da corpi e angeli sanguinanti. Debra si porta il lavoro a casa di Dexter dove vive temporaneamente e quando Jamie vede a terra foto di cadaveri di alcuni casi, ha da ridire al riguardo perché il piccolo Harrison potrebbe spaventarsi. Ormai Debra capisce che è arrivato il momento di prendersi un appartamento tutto per sé e decide di prendere in affitto un appartamento sulla spiaggia in cui c'è stato un omicidio/suicidio poco tempo prima. Dexter riesce a catturare Travis e lo minaccia. Il ragazzo confessa di lavorare per Gellar ma che lui non vorrebbe, è solo una vittima. Dexter cerca di convincerlo a lasciar perdere e si rende conto che il vero killer è Gellar, così decide di servirsi di Travis per arrivare a Gellar. A fine episodio, Fratello Sam viene raggiunto da tre colpi di pistola sparati probabilmente da un membro della vecchia gang di Nick.
- Guest star: Aimee Garcia (Jamie Batista), Billy Brown (Mike Anderson), Mariana Klaveno (Clarissa Porte), Josh Cooke (Louis Greene), Rya Kihlstedt (dottoressa Michelle Ross), Lacey Beeman (Holly Benson)
- Ascolti USA: telespettatori 1 799 000[7]

## Il messaggio
- Titolo originale: Just Let Go
- Diretto da: John Dahl
- Scritto da: Jace Richdale

### Trama
Dexter è sconvolto per quello che è successo a Fratello Sam e pensa che a sparargli sia stato Leo Hernandez, un membro della vecchia gang di Nick. Quinn e Batista scoprono che Gellar crede in un culto secondo cui l'Apocalisse è il codice che causerebbe la fine del mondo. Gellar pensa di aver decifrato il codice, una serie di sette fasi che richiedono un sacrificio umano. Dexter è molto dispiaciuto perché ora Sam è in coma, così va a cercare Leo per punirlo. Anderson però lo precede e Leo viene ucciso a colpi di pistola dalla polizia. Nell'appartamento di Leo, la polizia trova la registrazione di sorveglianza del garage. Dexter e la polizia guardano la registrazione e lui nota che il cane di Sam non abbaia in presenza dello sparatore e lui sa che Nick è l'unica persona oltre a Sam di cui il cane si fida. Nick deve essere lo sparatore. Gellar vuole che Travis marchi a fuoco la nuova prigioniera con lo stesso simbolo che aveva l'uomo con i serpenti nello stomaco, ma il ragazzo non ha il coraggio di farlo e di nascosto fa scappare la ragazza. Debra ordina a Quinn e Batista di far venire Clarissa Porter, la vecchia assistente di Gellar, in centrale per essere interrogata. La donna si sente offesa dalle domande sul suo rapporto con Gellar e urla contro Quinn, rivelando che hanno dormito insieme. Debra è arrabbiatissima, affronta Quinn e quando lui le chiede se è una questione di gelosia, lei gli risponde che non le importa con chi lui vada a letto e che ha a cuore solamente l’esito delle indagini. Dexter è in ospedale accanto a Sam che si sveglia momentaneamente poco prima di morire e dice a Dexter che Nick deve essere perdonato e che lui conosce l'oscurità che c'è in Dexter, ma crede anche che ci sia uno spiraglio di luce, e se Dexter non libera il suo cuore dall'odio, non troverà mai pace. Intanto Debra organizza un party nella sua nuova casa per festeggiare. Quinn si presenta alla festa ubriaco e ci prova anche con Jaime, la sorella minore di Batista. Quando quest'ultimo lo vede gli dà un pugno mettendolo al tappeto e Debra cerca di aiutarlo a rialzarsi. Lui le chiede se lo ha mai amato, Debra lo guarda senza rispondere e lui se ne va. Louis Green, il nuovo tirocinante di Masuka, si avvicina a Jaime e i due fanno subito amicizia. Sulla spiaggia, Dexter decide di affrontare Nick ma in modo pacifico, perché ha deciso di esaudire l'ultimo desiderio di Sam. Nick ammette l’omicidio, ma quando si mostra contento che l'unico testimone del delitto sia morto, Dexter non riesce più a controllare la sua rabbia e affoga Nick nell'oceano. Quando Dexter ritorna sulla spiaggia, ha una visione di suo fratello morto, il Killer del camion del frigo, che chiede a Dexter se gli è mancato. Dexter si rende conto che non avendo onorato la richiesta di Fratello Sam per Nick ha fatto riemergere dall'oblio della sua mente lo spirito del fratello che decide di restargli accanto.
- Guest star: Christian Camargo (Brian Moser), Aimee Garcia (Jamie Batista), Billy Brown (Mike Anderson), Germaine De Leon (Nick), Molly Parker (Lisa Marshall), Mariana Klaveno (Clarissa Porter), Josh Cooke (Louis Greene), Rya Kihlstedt (dottoressa Michelle Ross), Lacey Beeman (Holly Benson)
- Ascolti USA: telespettatori 1 982 000[8]

## Nebraska
- Titolo originale: Nebraska
- Diretto da: Romeo Tirone
- Scritto da: Wendy West

### Trama
Debra comunica a Dexter che Trinity Killer è tornato e ha ucciso sua moglie e sua figlia in Nebraska, dove si erano rifugiati. L'ematologo è convinto che il colpevole sia Jonah, il figlio di Trinity, dato che Dexter aveva ucciso il killer tempo prima. Dexter continua a vedere visioni di suo fratello il quale lo convince ad andare in Nebraska a uccidere Jonah. Intanto Debra non fa proprio una bella figura durante la sua prima riunione da tenente dato che sotto la sua giurisdizione non si sta risolvendo nessun caso, quindi deve fare di tutto per catturare il killer dell'Apocalisse o la sua carriera è a rischio. Intanto Travis rivela a Gellar di non voler continuare con gli omicidi ma l'uomo continua a perseguitarlo per portare a termine ciò che hanno cominciato. Durante il viaggio verso il Nebraska, Dexter si fa influenzare molto dalla visione di suo fratello, comportandosi in modo assurdo: ha un rapporto sessuale con la cassiera di un distributore di benzina per rubarle la pistola, guida come un matto e spara colpi ai segnali stradali. Giunto in Nebraska, Dexter trova Jonah che racconta all'ematologo di aver scoperto che il suo nome non era Kyle Butler dopo che in TV si parlava dell'omicidio di Rita Morgan avvenuto per mano di Trinity. Tuttavia Jonah e i suoi familiari decidono di non rivelare all'FBI la vera identità di Kyle Butler siccome quest'ultimo ha salvato la vita alla famiglia Mitchell mentre la polizia pensava fosse un complice di Trinity Killer. Poi Jonah racconta di aver visto il padre Arthur aggredire la madre e la sorella ferendole a morte, ma Dexter sa che mente e per essere certo della colpevolezza di Jonah continua a indagare su di lui. Nel frattempo Dexter riceve continue telefonate di Debra che si accorge della sua assenza che il fratello giustifica come un periodo di ferie. Intanto Dexter si reca in un motel dove passare la notte e siccome ha problemi alla macchina, chiede aiuto al padrone del motel che si mostra subito disponibile. Ma quando Dexter più tardi controlla la macchina e non trova più i suoi “strumenti”, capisce che è stato derubato dall'uomo che gli ha affittato la stanza. Decide di occuparsi di lui più tardi e si intrufola in casa di Jonah per trovare qualche indizio, ma il ragazzo arriva in casa e lo sorprende. A quel punto Dexter gli dice che sa che ha mentito e gli confessa di aver ucciso il padre, facendo scappare il ragazzo. Tornato in motel, Dexter si ritrova minacciato dal padrone che gli promette di restituirgli gli strumenti in cambio di un riscatto di 10 000 dollari, ma Dexter si difende e lo uccide con un forcone. Intanto le continue visioni del fratello cercano di farlo allontanare dal codice di Harry, portandolo a commettere omicidi indipendentemente dalle colpevolezze della vittima. Nel frattempo Debra e Batista vengono convocate da Holly, l'ultima vittima di Gellar e Travis, riuscita a scappare grazie a quest'ultimo. La donna dice alla polizia di essere stata rapita da un ragazzo giovane e un altro uomo che lui chiamava "Professore", e che quest'ultimo la chiamava "meretrice" e l'ha obbligata a bere sangue. Per scoprire chi sia il ragazzo che aiuta Gellar, Louis crea un programma per fare un riferimento incrociato degli studenti di Gellar con gente che vive ancora nella zona. Si giunge così a una lista di duecento persone. Più tardi Louis esce con Jaime e le fa vedere un videogioco che sta programmando e che è ispirato alla centrale di polizia nella quale lavora. Intanto Quinn si scusa con Debra per il suo comportamento e soprattutto per essersi presentato in quello stato durante la sua festa. Lei accetta le sue scuse e si baciano, ma poi lei lo respinge perché ormai è finita. Più tardi Jonah dà appuntamento a Dexter in un posto isolato, ma le sue intenzioni non sono buone. Dexter si difende dal suo attacco mentre la visione di suo fratello continua a dirgli di uccidere Jonah. A un certo punto, Jonah implora Dexter di ucciderlo. Dexter rimane sorpreso da questa reazione e non riesce a ucciderlo. Jonah alla fine confessa di non aver ucciso sua sorella, ma di averla trovata già morta nella vasca da bagno. Si è trattato di suicidio, lei non riusciva a sopportare che la loro madre continuava a incolparli per la scomparsa del loro padre. Poi dice che quando ha trovato sua sorella in quello stato, è come impazzito e ha ucciso sua madre. Prima di andare via, Dexter dice a Jonah che deve riuscire a perdonare se stesso e mentre la visione di suo fratello continua a lamentarsi perché non ha ucciso Jonah, lui lo “investe” con la sua macchina e la visione scompare. Durante il viaggio di ritorno, sul sedile del passeggero torna la visione di suo padre. Dexter si rende conto che l'oscurità e la luce possono entrambe far parte della sua vita.
- Guest star: Christian Camargo (Brian Moser), Aimee Garcia (Jamie Batista), Billy Brown (Mike Anderson), Molly Parker (Lisa Marshall), Josh Cooke (Louis Greene), Brando Eaton (Jonah Mitchell), Scott Michael Campbell (Norm), Cherilyn Wilson (Laci), Lacey Beeman (Holly Benson)
- Ascolti USA: telespettatori 1 985 000[9]

## Peccato di omissione
- Titolo originale: Sin of Omission
- Diretto da: Ernest Dickerson
- Scritto da: Arika Lisanne Mittman

### Trama
Dexter porta la colazione a Debra per farsi perdonare. Lui non le dice niente su dove sia stato o cosa abbia fatto, ma Debra lo perdona e gli dice che la polizia ha scoperto che Gellar non è l'unico killer, ma ancora non sanno chi sia il suo aiutante. Dexter si rende conto che deve arrivare a Travis prima che lo faccia la polizia. Nel frattempo Gellar torna da Travis e lo minaccia di tornare ad aiutarlo altrimenti userà sua sorella come prossima vittima, ma il ragazzo non si lascia intimorire e cerca di convincere sua sorella ad andare fuori per un fine settimana con lui. Dopo il funerale di Fratello Sam, Dexter va al museo dove lavora Travis cercando di convincerlo a dirgli dove si trova Gellar. Il ragazzo si giustifica dicendo di essere una brava persona e che il professore lo ha manipolato pensando di fare la cosa giusta, ma ora vuole solo essere lasciato in pace. Intanto la polizia è su una scena del crimine: una prostituita d'alto bordo morta per overdose. Dexter nota che c'è qualcosa che non torna, infatti secondo lui qualcuno ha girato il corpo della vittima e ha tentato di rianimarla, causandole la rottura della costola e un'uscita maggiore del sangue. LaGuerta si presenta sulla scena e sembra contenta che non si tratti di un altro omicidio così chiede a Debra di chiudere subito il caso. Ma Debra è sospettosa al riguardo e dice a Dexter di fare bene gli esami e poi passarli a lei. Debra affronta LaGuerta dicendole che la causa della morte della prostituta potrebbe essere omicidio involontario ma la donna le risponde che non c'è bisogno di un altro caso irrisolto e che deve concentrarsi su killer dell'Apocalisse. Debra accetta di chiudere il caso e LaGuerta chiama qualcuno dicendo che tutto è risolto. Intanto la polizia sta bussando alle porte dei vari studenti di Gellar per capire chi è il sospettato e quando Debra giunge a casa di Travis, trova la sorella che le dice che suo fratello non è in casa. Debra le lascia un suo biglietto chiedendole di chiamarla quando sente suo fratello. Mentre Travis sorveglia la scuola dove lavora la sorella, viene stordito e rapito da Gellar. Batista viene a sapere che Jamie ha una relazione con Louis, lo stagista di Masuka, e organizza una cena per farli conoscere meglio ma in assenza della ragazza Batista cerca di convincere Louis a lasciare stare la sorella. Debra scopre che Dexter le ha mentito e che è stato in Nebraska, ma lui cerca di difendersi dicendo che avendo perso entrambe le persone più care per mano dello stesso killer voleva dare conforto a Jonah. Masuka li interrompe dicendo loro che il killer dell'Apocalisse ha colpito di nuovo, mettendo in scena la meretrice di Babilonia e Debra riconosce subito la vittima: la sorella di Travis. Masuka trova sulla vittima il biglietto da visita di Debra e la ragazza si sente in colpa perché pensa che il killer l'abbia uccisa per aver parlato con lei e stavolta sospetta che sia stato Travis a ucciderla. Dexter invece trova una targhetta con un nome "Galway" sulla tenda della scena del crimine e la prende per sé pensando che possa servirgli. Intanto Travis si risveglia nella chiesa abbandonata, covo di Gellar, legato con una catena. Il professore gli confessa di aver ucciso la sorella perché ha parlato con la polizia e lo ha tradito proprio come fece la meretrice di Babilonia, ma ora che è morta la sua anima è purificata e andrà in paradiso. Il nome Galway porta Dexter a Padre Galway, un prete in cura in una casa di riposo per l'Alzheimer che lo scambia per un suo allievo e lo invita a confessarsi. Dexter approfitta della malattia dell'uomo per confessare dei suoi omicidi e il prete, prima di dimenticare tutto, lo assolve dai suoi peccati. Tramite una suora della casa di riposo Dexter viene a sapere che padre Galway lavorava in una chiesa ormai abbandonata, dunque pensa possa essere il potenziale nascondiglio di Gellar. Tornato a casa trova con sua sorpresa Debra che gli sta preparando la cena ma lui dice che non può rimanere perché ha avuto un imprevisto e infastidito dalle domande della sorella, se ne va. Arrivato nella chiesa abbandonata, trova Travis incatenato a terra e marchiato a fuoco da Gellar. Il ragazzo gli rivela che l'unico autore dell'omicidio della sorella è il professore e gli promette il suo aiuto per uccidere Gellar.
- Guest star: Aimee Garcia (Jamie Batista), Billy Brown (Mike Anderson), Molly Parker (Lisa Marshall), Josh Cooke (Louis Greene), Rya Kihlstedt (dottoressa Michelle Ross), William Morgan Sheppard (padre Nicholas Galway)
- Ascolti USA: telespettatori 2 050 000[10]

## Le sette coppe dell'ira
- Titolo originale: Get Gellar
- Diretto da: Seith Mann
- Scritto da: Karen Campbell

### Trama
Dexter libera Travis e gli chiede dove possa essere andato Gellar, ma il ragazzo non ne ha idea e dice che la chiesa abbandonata è la sua unica casa. In quel momento Dexter nota un dipinto (le sette coppe dell'Ira) e capisce che Gellar sta già mettendo in atto il prossimo crimine. Su questo dipinto il professore ha scritto “2Lot” ma neanche Travis sa cosa significhi. Dexter decide di portare Travis in un hotel dove Gellar non potrà trovarlo e oltre a raccomandargli di non uscire per nessuna ragione in quanto è ricercato dalla polizia, gli chiede di continuare a pensare dove possa essere andato Gellar. L'ematologo intanto cerca di scoprire il significato della parola 2Lot, e scopre che riguarda la seconda legge della termodinamica, e un libro scritto da un certo Professor Casey, un ateista. Debra durante la terapia dalla psicologa, continua a parlare di suo fratello che non le confida mai niente. Dopo la seduta, Dexter chiede scusa a Debra per il suo comportamento, ma lei lo perdona. Durante la riunione si discute del fatto che il prossimo tableau sarà “le Coppe dell'Ira” e Dexter capisce che dovrà sbrigarsi a uccidere Gellar prima che lo catturi la polizia. Batista giunge furioso a casa di Quinn che ha saltato la riunione e scopre che oltre a passare le notti a ubriacarsi negli strip-club, ha perso anche la pistola a casa della spogliarellista. Dopo averla recuperata rimangono bloccati in strada per un guasto alla macchina e Quinn si infuria con Batista rinfacciandogli tutti i suoi fallimenti e i due finiscono per picchiarsi. Il sergente lo raccomanda di essere più responsabile in quanto la sua carriera è a rischio. Louis capisce che Batista vuole che lui stia lontano dalla sorella, ma Masuka gli dà delle dritte per continuare a vedere Jamie, così invita la ragazza a casa sua, e mentre sono a letto insieme, vediamo che il ragazzo è in possesso del braccio del caso del killer del camion frigo. Nel frattempo Debra riceve una visita in ufficio: il padre della ragazza morta per overdose che vuole far riaprire il caso perché pensa che la persona che era con lei potrebbe averla uccisa. Debra gli dice che farà il possibile e in un secondo momento dice a LaGuerta che riaprirà il caso. Si scopre dunque che il cliente della prostituta era il Capitano Matthews che dice di aver fatto il possibile per salvare la ragazza nella stanza d'albergo e per questo cerca di far desistere Debra dall'indagare, altrimenti potrebbe rischiare il licenziamento. Dopo la lezione del professor Casey, Dexter avverte l'uomo di essere in pericolo, ma Casey non gli dà corda e dice di non temere le minacce dei credenti. Nel frattempo torna alla chiesa per allestire la stanza dove si svolgerà il rituale della morte di Gellar. Dexter ci tiene tanto a liberare Travis dal suo passeggero oscuro, perché vuole essere un padre migliore per Harrison e inoltre darà a Travis una possibilità che lui non ha mai avuto e mai avrà. La sera stessa Travis e Dexter sono in macchina fuori all'università fermi ad aspettare che arrivi Gellar per uccidere Casey. Dopo averlo visto, entrano nell'edificio. Travis rimane giù di guardia e Dexter prende l'ascensore, ma questo si blocca. Travis forza la porta del piano in cui si trova Dexter e lo aiuta a uscire. Arrivati all'ufficio di Casey notano segni di lotta e macchie di sangue, così tornano il hotel per escogitare un piano B sperando di poter salvare ancora Casey. Dexter dice a Travis di contattare Gellar e, mostrandosi pentito, convincerlo a tornare da lui in modo da fermarlo. Il giorno dopo però la Omicidi viene chiamata sulla scena: la vittima è il professor Casey. Il suo corpo è in aula universitaria, la mano gli è stata tagliata e sulla pancia ha il simbolo dell'Alfa e l'Omega. Aprono lo stomaco e vedono che è vuoto, ma quando Masuka tenta di muovere il braccio si innesca una reazione e dal soffitto cadono 7 secchi di sangue su tutti. Travis trova sul muro della stanza dell'hotel un messaggio da parte di Gellar scritto con il sangue: “porta il falso profeta nella Chiesa” e nel lavandino trova la mano di Casey. Mentre Travis sta ripulendo la stanza, Dexter lo chiama per avvisarlo della morte di Casey. Travis decide di tenere nascosto quello che è successo e gli dice solo che Gellar lo ha contattato e vuole incontrarlo nella chiesa abbandonata. Intanto, Louis ha rintracciato l'indirizzo del posto in cui Gellar ha aggiornato il suo blog e nel raggio della zona c'è anche la chiesa. Quella notte Dexter e Travis decidono di andare alla chiesa abbandonata. Mentre Dexter chiede a Travis di distrarre Gellar, lui prepara il necessario per uccidere il professore. Ma le cose vanno diversamente: Travis si lascia intimorire di nuovo da Gellar che gli chiede di pentirsi dei suoi peccati. Quando Dexter entra nella chiesa vede Travis steso sul pavimento con una ferita alla testa. All'improvviso Dexter sente un rumore provenire da una botola, che lo conduce in una stanza dove trova un freezer all'interno del quale trova il corpo di Gellar che sembra essere lì da molto tempo. Intanto Travis si alza, prende il machete e si dirige dove è Dexter.
- Guest star: Geoff Pierson (Thomas Matthews), Aimee Garcia (Jamie Batista), Billy Brown (Mike Anderson), Josh Cooke (Louis Greene), Kyle Davis (Steve Dorsey), Rya Kihlstedt (dottoressa Michelle Ross), Alex Hyde-White (professore Trent Casey)
- Ascolti USA: telespettatori 1 887 000[11]

## L'assenzio
- Titolo originale: Ricochet Rabbit
- Diretto da: Michael Lehmann
- Scritto da: Jace Richdale, Lauren Gussis e Scott Reynolds

### Trama
Dexter ormai si rende conto che Travis ha agito sempre da solo e quando gli dice che sa che è stato lui a uccidere Gellar, il ragazzo lo rinchiude nella botola ed esce dalla chiesa. Una volta fuori, Dexter dalla finestra vede Travis parlare da solo rivolgendosi al professore e capisce che il ragazzo ha delle visioni di Gellar. Dal discorso tra Travis e l'immaginario Gellar, Dexter scopre che è stato Travis a rubare la spada e ha fatto cadere i sospetti su Gellar che poi è stato licenziato. Il ragazzo era convinto che lui e il professore fossero i prescelti per l'Apocalisse 11, ma Gellar, credendolo impazzito, lo mandò via e l'allievo lo pugnalò nascondendo il cadavere. Travis non riesce a convincersi di aver ucciso Gellar e fa ricadere la colpa su Dexter. Poi alla fine decide di non aver bisogno più del professore e va alla ricerca di nuovi discepoli. Dexter, uscito dalla botola, ormai desidera sempre di più catturare Travis prima che la polizia arrivi a lui, così decide di tagliare la mano al cadavere di Gellar e di mettere le sue impronte sugli oggetti nella Chiesa in modo da depistare le indagini e far credere ai detective che il professore sia ancora vivo. Successivamente si reca nella stanza d'hotel di Travis e vi trova il suo portatile dal quale scrive un messaggio sul blog di Gellar, spacciandosi per il professore, dicendo che il diavolo lo ha deviato e spera in una risposta di Travis. Grazie all'indirizzo IP del blog, la Omicidi riesce a trovare la chiesa abbandonata nella quale Debra ha un attacco di panico ed esce fuori. Arrivato Dexter, trova un modo per calmare la sorella e rientrano insieme nella chiesa. Gli agenti trovano il dipinto del prossimo sacrificio chiamato "L'Assenzio" e cercano di capire come agirà il killer. Dexter trova un contenitore di pillole con scritto il nome di Travis, e Debra lo prende come prova contattando il dottore che ha prescritto le medicine al ragazzo. Intanto Travis cerca, tramite il blog, nuovi discepoli e un certo Doomsday Adam attira la sua attenzione. Travis gli manda una email per incontrarlo, e poi risponde al messaggio sul blog del professore, capendo che è stato Dexter a scriverlo: “al falso profeta, non la dai a bere a nessuno”. Più tardi va a casa del ragazzo che sul blog si fa chiamare Doomsday Adam, il cui vero nome è Steve Dorsey, il quale gli presenta sua moglie Beth. Entrambi dicono di voler essere suoi discepoli e Travis decide di metterli alla prova dato che ha in mente di uccidere Holly, la donna che Travis aveva liberato. Dexter legge sul blog che Travis ha rimediato al suo errore e pensa che l'errore in questione potrebbe essere Holly, così si mette alla ricerca della ragazza per assicurarsi che Travis non l'abbia uccisa. Scopre che la donna è sullo yacht dell'amante, che riesce a rintracciare troppo tardi in quanto Travis, Steve e Beth hanno già rapito la donna. Intanto Quinn continua a condurre una vita sregolata e Batista gli ribadisce di riprendersi in quanto rischia il posto di lavoro. Debra legge il profilo psicologico di Travis mandatole dal Dr. Benjamin e scopre che il medicinale era un antipsicotico, che Travis è un sociopatico e ha ucciso i suoi genitori senza un motivo in quanto non ci sono prove di nessun abuso da parte dei familiari. Tornato a casa, Dexter trova Jamie in compagnia di Louis; quest'ultimo vuole mostrare anche all'ematologo il videogame che ha creato, ma quando viene a sapere che il gioco consiste nell'impersonare uno dei serial killer di Miami (tra cui il Macellaio di Bay Harbor) gli fa capire che oltre a essere diseducativo è anche orripilante dover interpretare dei personaggi così macabri e gli consiglia di cambiare progetto. Il ragazzo rimane talmente deluso dal giudizio di Dexter che va via senza salutare Jamie. Intanto Travis sistema l'assenzio per il suo prossimo “progetto”. Debra trova tra gli effetti personali della prostituta morta per overdose uno di quei biglietti che si allegano ai fiori nel quale c'è un messaggio per la prostituta da parte di uno dei suoi clienti. Dopo aver contattato il negozio di fiori dal quale proveniva il biglietto viene a sapere che l'ordine è stato effettuato da Thomas Matthews, il vice capo della polizia. Nel frattempo Louis nota che nel blog di Gellar c'è un videomessaggio da parte di Doomsday Adam e pensa che potrebbe essere un altro potenziale discepolo del professore e di Travis, così Batista indaga su di lui. Decide di andare a casa di Dorsey, dove trova la moglie, e nota che hanno un sacco di libri di Gellar, ma prima che riesca a fare delle domande a Beth, Travis lo colpisce da dietro e pensa che l'arrivo del poliziotto sia un segno divino e che quindi la scena dell'assenzio dovrà avere luogo nella stazione di polizia di Miami. Una volta rintracciato lo yacht Dexter vede un uomo con una tuta anticontaminazione e lo uccide pensando sia Travis, ma invece scopre che dietro la maschera c'è Steve e che ha gettato il corpo di Holly in mare. Inoltre nota che sulla barca ci sono delle boccette contenenti un gas velenoso. A questo punto decide di chiamare la polizia in forma anonima comunicando la posizione dello yacht.
- Guest star: Aimee Garcia (Jamie Batista), Billy Brown (Mike Anderson), Josh Cooke (Louis Greene), Kyle Davis (Steve Dorsey), Jordana Spiro (Beth Dorsey), Rya Kihlstedt (dottoressa Michelle Ross), Elizabeth McLaughlin (figlia di Peter Grant), Lacey Beeman (Holly Benson)
- Ascolti USA: telespettatori 1 876 000[12]

## Il lago di fuoco
- Titolo originale: Talk to the Hand
- Diretto da: Ernest Dickerson
- Scritto da: Manny Coto e Tim Schlattmann

### Trama
Dexter e la Omicidi si trovano sulla scena del crimine dello yacht dove scoprono due vittime e delle bottiglie contenenti gas velenoso. Louis riconosce il cadavere di Steve Dorsey, uno dei discepoli di Gellar e gli agenti pensano che l'autore dell'omicidio possa essere Travis. Inoltre Debra viene a sapere che Batista era andato a casa dei Dorsey per indagare, così chiama Quinn per avere notizie, ma lui non sapendo dove sia il collega comincia ad avere i sensi di colpa perché doveva andare con lui a casa di Steve e lo raggiunge subito sperando non sia in pericolo. Intanto mentre Batista è legato, Travis dà indicazioni a Beth su come attuare il prossimo sacrificio in cui è coinvolta anche la donna, dicendole che a lei è riservato un posto speciale in paradiso. Beth entra in centrale col pass di Batista e uno zaino in spalla contenente l'assenzio. Intanto Travis torna da Angel per ucciderlo, ma fortunatamente Quinn arriva in tempo per salvarlo lasciando però scappare Travis. Beth chiede di Debra a un dipendente e dice di avere per lei importanti informazioni sui killer dell'Apocalisse, ma le dicono di attendere il suo ritorno. Nel frattempo Debra rivela a Dexter che l'uomo in compagnia della escort morta per overdose è Matthews e non sa cosa fare, così il fratello le consiglia di lasciar stare e concentrarsi prima sul caso del killer. Tornato in centrale, Dexter incrocia lo sguardo di Beth e si reca nel suo laboratorio per cercare notizie su Steve: scopre che l'uomo ha una moglie che riconosce subito nella ragazza vista un attimo prima. In quel momento nota che Beth sta entrando nella stanza degli interrogatori con Debra, così corre verso di loro allontanando Debra e chiudendo nella stanza Beth senza farla uscire. Debra fa evacuare l'edificio, mentre Beth muore all'interno della stanza e Dexter ha un lieve malore per aver inalato un po' del veleno. Il paramedico gli consiglia di fare un controllo in ospedale, ma Dexter ignora il suo parere poiché vuole catturare il killer. Travis sente al telegiornale la notizia dell'attentato di Beth, ma quando scopre che è morta solo la ragazza comincia ad agitarsi perché il sacrificio non si è svolto come previsto; pensa dunque che sia morta solo la ragazza per volontà di Dio e decide di prepararsi all'ultimo sacrificio in cui coinvolgerà sé stesso. Debra affronta Matthews dicendogli che sa del suo coinvolgimento nel caso della prostituta morta per overdose. Lui decide di raccontarle la versione dei fatti dicendo che la ragazza era morta a causa della droga e che quando ha cercato di rianimarla era troppo tardi. Chiede a Debra di archiviare il caso in quanto il vice capo potrebbe perdere il lavoro e la ragazza accetta, anche perché conoscendolo da una vita si fida di lui. Il giorno dopo Debra presenta alla Omicidi l'agente Hubbard della Sicurezza Nazionale che coordinerà le indagini sul killer dell'Apocalisse. Intanto Quinn si scusa con Batista per averlo abbandonato, ma quest'ultimo gli dice che ormai ha perso la sua fiducia. Louis prova risentimento per Dexter perché non ha apprezzato il suo videogioco, così decide di mandargli per posta la mano del caso del killer del camion del frigo. Intanto Dexter si rende conto che deve creare un suo tableau per attirare l'attenzione di Travis, così rovina una fontana con la statua di un angelo, riempiendola di sangue e mettendo sul petto della statua la mano di Gellar. Quando Masuka scopre che la mano appartiene a Gellar e il taglio è stato fatto post morte, gli agenti sono sempre più convinti che sia Travis l'autore di tutto. Poi Dexter registra un videomessaggio per Travis, dicendogli che la "bestia" lo sta aspettando, e dietro di lui si vede chiaramente il nome della sua barca. Travis ridipinge il tableau finale con il viso di Dexter come la “bestia” o Satana. Debra torna in ufficio e trova Matthews furibondo che la incolpa per aver detto al capo della polizia la verità sul caso della escort morta per overdose, ma la ragazza continua a ribadire che non ha rivelato il suo segreto a nessuno. Matthews però non le crede e va via. Solo in un secondo momento si viene a sapere che a denunciare il vice capo è stata LaGuerta, che Debra affronta dicendole che ha avuto un comportamento scorretto nei confronti del collega. La donna fa capire che di mezzo c'è una questione di potere più che altro e le rivela che se lei è diventata tenente è perché Matthews non tenendo in simpatia LaGuerta non voleva nominare chi andasse bene per lei. Sconvolta Debra rimane disgustata da ciò che Maria ha fatto chiedendole come faccia a fare del male a persone infondo buone e vivere come se vivesse con la coscienza a posto. Maria per tutta risposta si vanta di come abbia distrutto un uomo che le aveva sempre messo i bastoni tra le ruote e che ora che Matthews non c'è più a proteggerla come ha sempre fatto Debra dovrà fare tutto quello che vuole lei fino a che a detta sua non si sarà trovata un rimpiazzo per stroncare anche la vita e la carriera di Debra che né orripilata dalla crudeltà e della follia di Maria. Debra continua la sua terapia; la psicologa crede che lei sia innamorata di Dexter che non è suo fratello di sangue. In un primo momento la ragazza si rifiuta di pensare ciò, ma condizionata dalle parole della psicologa fa uno strano sogno su Dexter in cui lo bacia. Intanto Dexter prepara la "stanza della morte" in una delle barche vicino alla sua dove ucciderà Travis. Quando Travis arriva, lui cerca di attaccarlo ma proprio in quel momento l'effetto dell'assenzio inalato gli fa perdere le forze. Dexter si sveglia e si ritrova legato su una barchetta, mentre sulla sua barca c'è Travis che butta della benzina in mare. Travis dice che Dexter brucerà per tutto quello che ha fatto e che invece lui andrà in paradiso dopo che il nuovo mondo avrà inizio. Poi accende il fuoco e si allontana assistendo all'esplosione. Dexter però riesce a salvarsi tuffandosi in acqua.
- Guest star: Geoff Pierson (Thomas Matthews), Aimee Garcia (Jamie Batista), Billy Brown (Mike Anderson), Josh Cooke (Louis Greene), Jordana Spiro (Beth Dorsey), Rya Kihlstedt (dottoressa Michelle Ross), Julie Lancaster (agente Hubbard), Mark Gantt (Mills)
- Ascolti USA: telespettatori 1 924 000[13]

## La fine del mondo
- Titolo originale: This Is the Way the World Ends
- Diretto da: John Dahl
- Scritto da: Scott Buck e Wendy West

### Trama
In alto mare, Dexter viene soccorso da una barca di clandestini cubani a 7 miglia dalla costa. Il proprietario dell'imbarcazione punta un'arma contro i passeggeri obbligandoli a pagargli il passaggio, ma Dexter lo pugnala alle spalle e poi getta il suo corpo in mare. Giunto a riva, Dexter torna a casa, raccontando agli altri di essere caduto dalla barca, e trascorre tutta la giornata col figlio. Nel frattempo, Travis si è nascosto in una casa dopo averne ucciso i proprietari, i cui cadaveri sono in cucina. Poi prende l'occorrente per attuare il suo ultimo piano e va via. Debra si reca dal fratello preoccupata per lui e abbracciandolo dice di amarlo; anche Dexter dice di amarla, naturalmente in senso fraterno. I due poi vanno su una scena del crimine da esaminare: si tratta della casa dove si nascondeva Travis, nella quale oltre ai due cadaveri vi è una parete recante un dipinto di Satana con la faccia che ritrae il volto di Dexter. L'ematologo fortunatamente riesce a vedere il dipinto prima degli agenti e con un martello rovina la parte di muro in cui c'è il suo ritratto. Mentre la squadra esamina la scena, Dexter trova un disegno che forse rappresenta il posto dove Travis compirà il suo ultimo sacrificio durante l'eclissi. Intanto, Travis nota che ha con sé il portafoglio di Dexter con la sua patente sulla quale c'è scritto il suo indirizzo, quindi, credendolo morto, pensa di rifugiarsi in casa dell'ematologo. Nel frattempo, gli agenti cercano di capire dove avverrà l'ultimo tableau di Travis e, guardando i disegni di Gellar sull'Apocalisse, si rendono conto che l'ultimo sacrificio rappresenta due persone che guardano la fine del mondo sulla punta di una grossa roccia nell'oceano in compagnia di quello che sembra un cane. Siccome non ci sono montagne a Miami, decidono di controllare i grattacieli e Dexter, risalendo al disegno di Travis trovato sull'ultima scena del crimine, intuisce che si tratta dell'edificio Solar Powered Transcorp. Prima di uscire, Debra chiede a Dexter di raccogliere le ultime prove nella chiesa abbandonata e ne approfitta per dirgli che vorrebbe parlare con lui a fine giornata. Batista convoca Quinn per ricordargli del suo comportamento da irresponsabile durante il lavoro, motivo per cui lo farà trasferire a un altro dipartimento, nonostante il ragazzo sia contrario. Nel frattempo, Travis entra a casa di Dexter e appena scopre che ci sono altre persone, si nasconde fino a quando Jamie e Harrison non escono di casa per andare alla recita. Travis si rende conto che Dexter ha un figlio e decide che sarà la sua prossima vittima. Intanto la Omicidi capisce che nel disegno di Gellar non è rappresentato un cane bensì un agnello, che simboleggia un sacrificio. Debra chiama Dexter per dirgli che Travis ucciderà la sua ultima vittima a poche ore dall'eclissi, ma nel frattempo lui, che aveva accompagnato il figlio alla recita, si rende conto che Harrison è sparito. La suora della scuola dice che il bambino è andato via con un uomo che aveva la maschera da leone, proprio come Dexter durante la recita del piccolo, quindi lei lo aveva scambiato per lui. Dexter si rende conto che Travis volendosi ulteriormente vendicare di lui per aver interferito nei suoi folli piani ha rapito il bambino per usarlo come vittima sacrificale. Travis si reca in cima al Solar Powered Transcorp dove riesce a uccidere una guardia fatta appostare dalla Omicidi. Dexter riesce a raggiungerli e dice a Travis di sacrificarsi in cambio di suo figlio. Così Travis lascia andare il bambino ordinando a Dexter di iniettarsi il sonnifero che porta con sé. Dexter finge di svenire e quando Travis sta per ucciderlo, si alza e lo attacca riuscendo a stordirlo usando un'altra siringa. Gli agenti notano che il poliziotto di guardia al Solar Powered Transcorp non dà segni di vita e quando arrivano in cima all'edificio trovano soltanto il corpo dell'agente pensando sia lui il sacrificio. Debra va a trovare la terapista alla quale dice che è innamorata di Dexter e ha intenzione di confessargli i suoi sentimenti. Dexter torna a casa e mette Harrison a letto. Poi si reca nella chiesa abbandonata per uccidere Travis e qui gli rinfaccia che se è finito in quella situazione è per via delle sue scelte e non per volere di Dio e come il fanatico religioso abbia perpetrato i suoi omicidi usando Dio come scusa e mentre sta per compiere il suo rituale viene sorpreso da Debra.
- Guest star: Aimee Garcia (Jamie Batista), Billy Brown (Mike Anderson), Josh Cooke (Louis Greene), Rya Kihlstedt (dottoressa Michelle Ross)
- Ascolti USA: telespettatori 2 230 000[14]